# Заволже
Заволже (на руски: Заволжье) е град в Русия, разположен в Городецки район, Нижегородска област. Населението на града към 1 януари 2018 е
38 230 души.